# Hjalmarsonaffären

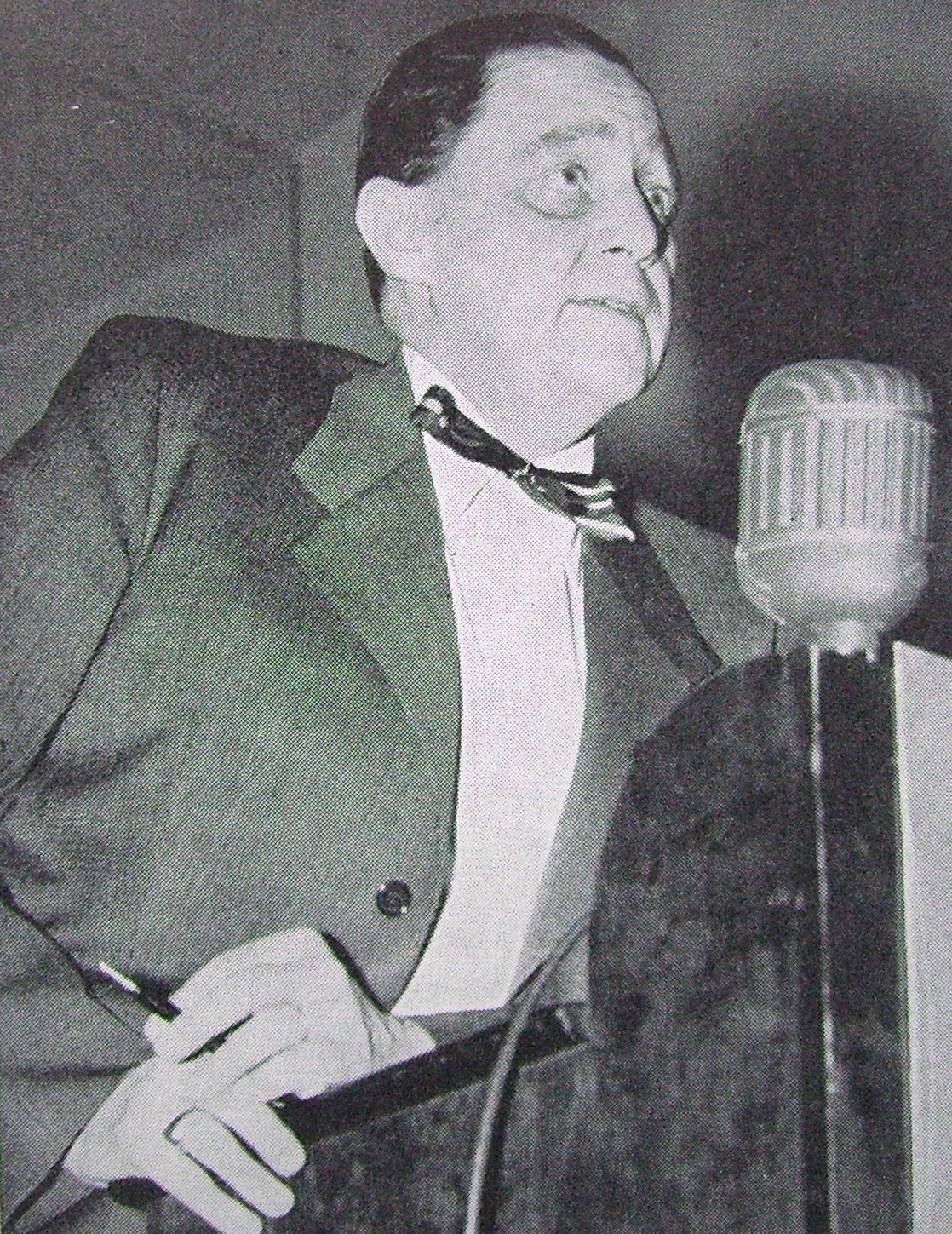
Jarl Hjalmarson.

Hjalmarsonaffären 1959 kretsade kring Högerpartiets partiledare Jarl Hjalmarson då han efter motsättningar mellan regeringen och oppostitionen uteslöts ur den svenska FN-delegationen. 
Upprinnelsen till Hjalmarsonaffären var att den socialdemokratiska regeringen inbjudit Nikita Chrusjtjov att besöka Sverige i januari 1959. Formellt sett var besöket ett svarsbesök. Tage Erlander hade tillsammans med dåvarande inrikesministern Gunnar Hedlund besökt Sovjetunionen 1956, och Chrusjtjovs svarsbesök var ursprungligen tänkt att äga rum redan på hösten samma år, men besöket flyttades framåt i tiden på grund av att den sovjetiska invasionen i Ungern hösten 1956 hade väckt starka antisovjetiska stämningar. 
Högern och Folkpartiet var mycket kritiska till det ryska besöket. Särskilt avvisande var Hjalmarson, som i en serie uppmärksammade uttalanden kritiserade Sovjetunionen. Han spelade dessutom en framträdande roll inom den så kallade Augustikommittén som bildats i syfte att bilda opinion mot statsbesöket. Efter ett tal i Stockholms konserthus i juli 1959 kallades den svenska Moskvaambassadören upp till den sovjetiska utrikesministern för att motta en skarpt formulerad protestnot, och Chrusjtjovs planerade statsbesök inställdes. 
Den svenska regeringens bedömning var att särskilt Hjalmarsons uttalanden hade varit en avgörande faktor bakom det sovjetiska beslutet. Därför beslutade regeringen att inte utse Hjalmarson till FN-delegat. Beslutet var dramatiskt eftersom högern hade nominerat Hjalmarson. I vanliga fall brukade regeringen respektera partiernas nomineringar, vilket alltså inte gjordes i detta fall. Kulmen på konflikten nåddes i november när Hjalmarsonaffären blev föremål för häftig riksdagsdebatt. 
Hjalmarsonaffären fick bestående effekter även utöver utrikespolitiken. Det framstod angeläget att desavouera Hjalmarson som person. Enligt forskare markerade Hjalmarsonaffären en brytpunkt i svensk politisk historia, då den tradition av samförstånd inom utrikespolitik som fram till dess hade varit förhärskande bröts.